# Mohamed Salah
Mohamed Salah Hamed Mahrous Ghaly (arabiska: محمد صلاح حامد محروس غالى), född 15 juni 1992 i Nagrig, Egypten, är en egyptisk fotbollsspelare som spelar för Liverpool. Salah spelar sedan 2011 även för Egyptens landslag. 
Salah har vunnit BBC African Footballer of the Year samt CAF African Football Player of the Year både 2017 och 2018. 
Efter Salahs fantastiska säsong med Liverpool i Premier League 2017/2018, så vann han bland annat PFA Player of the Year, PFA Fan’s Player of the Year, PWA Player of The Year och blev nämnd till säsongens bästa spelare i Liverpool. Med 32 mål på 36 matcher så vann han även Premier League Golden Boot, och slog dessutom rekord i flest gjorda mål på en säsong i Premier League någonsin. Nästa säsong i Premier League (2018/19) så gjorde han 22 mål och vann återigen Premier League Golden Boot, men fick dela vinsten med sin lagkamrat Sadio Mané och Pierre-Emerick Aubameyang som båda två gjorde lika många mål.
2018 blev han av FIFA rankad som tredje bästa fotbollsspelare i världen av deras årliga pris Best FIFA Football Player. Salah vann samtidigt Fifa Puskás Award 2018, för hans mål i december 2017 mot Everton i Premier League.
2018/19 så vann Salah Champions League med Liverpool, och gjorde bland annat 1–0-målet i finalen mot Spurs som Liverpool vann med 2–0.

## Klubbkarriär
Salah inledde sitt seniorspelande i den egyptiska ligaklubben Arab Contractors åren 2010–2012. År 2012 köptes han av FC Basel för 2,5 miljoner euro. Med Basel vann han säsongen 2012/2013 den schweiziska ligan.
I januari 2014 skedde en övergång till Premier League-klubben Chelsea. I februari 2015 lånade Chelsea ut Salah till italienska Fiorentina. Salah blev senare utlånad till AS Roma som senare blev en permanent deal, där han senare stannade mellan 2015 och 2017.
Sommaren 2017 blev han såld till Liverpool för ungefär 42 miljoner euro. Efter att ha gått med Liverpool gick han med sitt lag till Champions League-finalen 2018, där man förlorade mot Real Madrid 3-1. Den 1 juli 2022 förlängdes kontraktet med Liverpool.

## Landslagskarriär
Mohamed Salah har spelat i Egyptens landslag sedan 2011. Från sin plats i anfallet har han blivit en av landslagets flitigaste målskyttar.
I december 2021 blev Salah uttagen i Egyptens trupp till Afrikanska mästerskapet 2021.

## Klubbstatistik
Matcher och mål är sorterade efter klubb och säsong samt efter inhemsk liga, nationell turnering och internationell turnering.
| Klubb                                                 | Säsong            | Inhemsk liga             | Inhemsk liga | Inhemsk liga | Nat. täv. | Nat. täv. | Internat. täv. | Internat. täv. | Totalt | Totalt |
| Klubb                                                 | Säsong            | Serie                    | SM           | Mål          | SM        | Mål       | SM             | Mål            | SM     | Mål    |
| ----------------------------------------------------- | ----------------- | ------------------------ | ------------ | ------------ | --------- | --------- | -------------- | -------------- | ------ | ------ |
| Arab Contractors                                      | 2009–10           | Egyptiska Premier League | 3            | 0            | 2         | 0         | 0              | 0              | 5      | 0      |
| Arab Contractors                                      | 2010–11           | Egyptiska Premier League | 20           | 4            | 4         | 1         | 0              | 0              | 24     | 5      |
| Arab Contractors                                      | 2011–12           | Egyptiska Premier League | 15           | 7            | 0         | 0         | 0              | 0              | 15     | 7      |
| Arab Contractors                                      | Totalt i klubblag | Totalt i klubblag        | 38           | 11           | 6         | 1         | 0              | 0              | 44     | 12     |
| Basel                                                 | 2012–13           | Schweiziska superligan   | 29           | 5            | 5         | 3         | 16             | 2              | 50     | 10     |
| Basel                                                 | 2013–14           | Schweiziska superligan   | 18           | 4            | 1         | 1         | 10             | 5              | 29     | 10     |
| Basel                                                 | Totalt i klubblag | Totalt i klubblag        | 47           | 9            | 6         | 4         | 26             | 7              | 79     | 20     |
| Chelsea                                               | 2013–14           | Premier League           | 10           | 2            | 1         | 0         | 0              | 0              | 11     | 2      |
| Chelsea                                               | 2014–15           | Premier League           | 3            | 0            | 1         | 0         | 2              | 0              | 6      | 0      |
| Chelsea                                               | Totalt i klubblag | Totalt i klubblag        | 13           | 2            | 2         | 0         | 2              | 0              | 17     | 2      |
| Fiorentina (lån)                                      | 2014–15           | Serie A                  | 16           | 6            | 2         | 2         | 8              | 1              | 26     | 9      |
| Fiorentina (lån)                                      | Totalt i klubblag | Totalt i klubblag        | 16           | 6            | 2         | 2         | 8              | 1              | 26     | 9      |
| Roma                                                  | 2015–16           | Serie A                  | 34           | 14           | 1         | 0         | 7              | 1              | 42     | 15     |
| Roma                                                  | 2016–17           | Serie A                  | 31           | 15           | 2         | 2         | 8              | 2              | 41     | 19     |
| Roma                                                  | Totalt i klubblag | Totalt i klubblag        | 65           | 29           | 3         | 2         | 15             | 3              | 83     | 34     |
| Liverpool                                             | 2017–18           | Premier League           | 36           | 32           | 1         | 1         | 0              | 0              | 37     | 33     |
| Liverpool                                             | 2018–19           | Premier League           | 38           | 22           | 1         | 0         | 1              | 0              | 40     | 22     |
| Liverpool                                             | 2019–20           | Premier League           | 34           | 19           | 2         | 0         | 0              | 0              | 36     | 19     |
| Liverpool                                             | 2020–21           | Premier League           | 37           | 22           | 2         | 3         | 1              | 0              | 40     | 25     |
| Liverpool                                             | 2021–22           | Premier League           | 35           | 23           | 2         | 0         | 1              | 0              | 38     | 23     |
| Liverpool                                             | 2022–23           | Premier League           | 26           | 11           | 3         | 1         | 1              | 1              | 30     | 13     |
| Liverpool                                             | Totalt i klubblag | Totalt i klubblag        | 206          | 129          | 11        | 5         | 4              | 1              | 221    | 135    |
| Antal matcher och mål är korrekt per den 25 mars 2023 |                   |                          |              |              |           |           |                |                |        |        |

## Meriter

### FC Basel
- Schweiziska superligan 2012/2013

### Liverpool FC
- Premier League: 2019/2020, 2024/2025
- Uefa Champions League: 2018/2019
- Uefa Super Cup: 2019
- VM för klubblag: 2019
- Engelska Ligacupen: 2022, 2024
- FA-cupen: 2021/2022
- Community Shield: 2022

### Individuellt
- Årets spelare i England (PFA): 2017/2018[10]
- PFA Fan’s Player of the Year: 2017/2018[11]
- Årets fotbollsspelare i England (FWA): 2017/2018[12]
- Säsongens spelare i Liverpool: 2017/2018
- Årets fotbollsspelare i Afrika: 2017,[13] 2018[14]
- BBC African Footballer of the Year: 2017,[15] 2018[16]
- UAFA Golden Boy: 2012
- Årets fotbollsspelare i AS Roma: 2015/2016
- Globe Soccer Awards: 2016
- Caf Team of the Year: 2016, 2017
- Caf Most Promising Talent of the Year: 2012
- CAF Africa Cup of Nations Team of the Tournament: 2017,
- Premier League Player of the Month: November 2017, Februari 2018, Mars 2018
- PFA Player of the Month: November 2017, December 2017, Februari 2018, Mars 2018, December 2018, Januari 2019, April 2019, Oktober 2021
- Premier League Team of the Year: 2017/2018
- Guldskon i Premier League: 2017/2018,[17] 2018/2019[18]
- Puskás Award: 2018
- FIFPro 2:a laget: 2018

### Egypten
- Afrikanska mästerskapet: 2017 (Silver)